# Miloš Stojanović
Miloš Stojanović (in serbo Милош Стојановић?; Knjaževac, 25 dicembre 1984) è un calciatore serbo, attaccante del Timočanin Knjaževac.